# Balamber

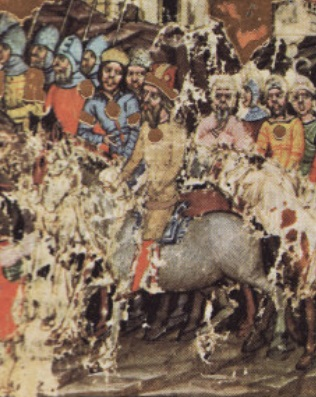
Mark of Kalt, L'arrivée des Huns en Pannonie, ca. 1360, détail du roi hun.

Balambér était un roi des Huns, peuple originaire des montagnes de l'Altaï.

## Biographie
Sous sa conduite, les Huns traversèrent la Volga et attaquèrent les Alains. Les Alains refluèrent vers le nord du Caucase. Après l'éclatement de la guerre entre Alains et Ostrogoths en 370, Balambér invita les Alains à se joindre aux huns. Ayant défait les Ostrogoths en 378, il succomba lors de la fête de célébration de la victoire. Sa mort est un mystère. 75 ans plus tard, son arrière-petit-fils Attila le Hun mourut dans de semblables circonstances, lors de sa nuit de noces quant à lui.
Balambér est probablement une figure inventée par les Goths et racontée dans les annales de Jordanès concernant la conquête des Ostrogoths par les Huns,